# Краватка-метелик

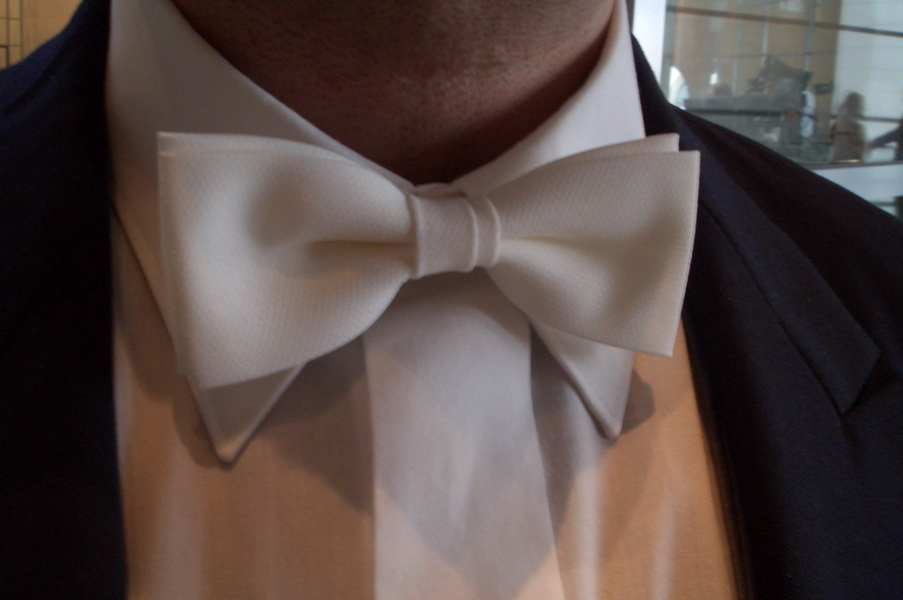
Білий метелик до фрака

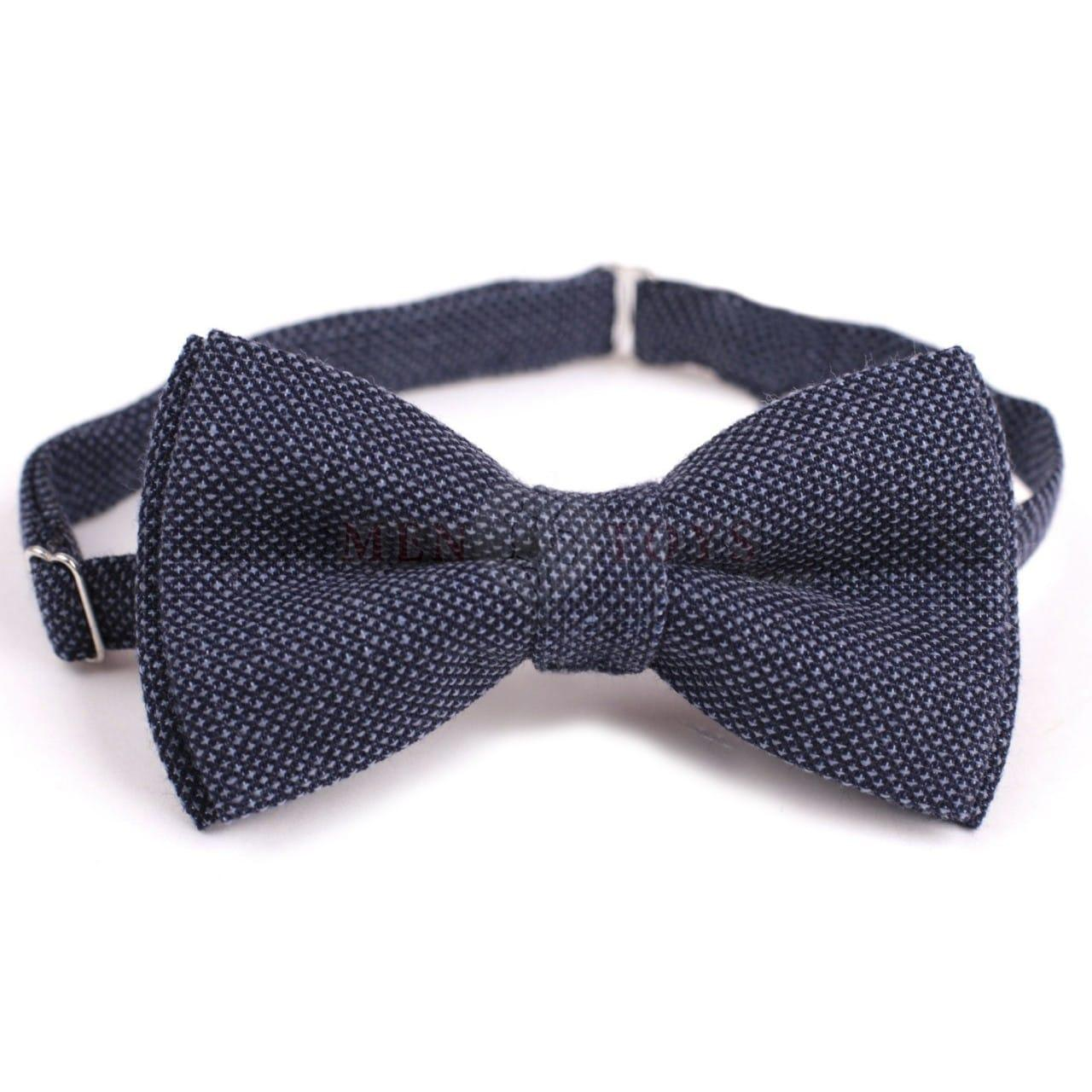
Попередньо зав'язана (готова) краватка-метелик

Краватка-метелик або просто мете́лик (калька з фр. nœud papillon) — різновид краватки, що має форму банта. Являє собою тканинну стрічку, зав'язану навколо коміра симетричним вузлом.
Для виготовлення метеликів частіше використовують такі тканини, як шовк, поліестер, бавовна, у тому числі і суміші цих матеріалів. Вовну використовують набагато рідше.

## Типи

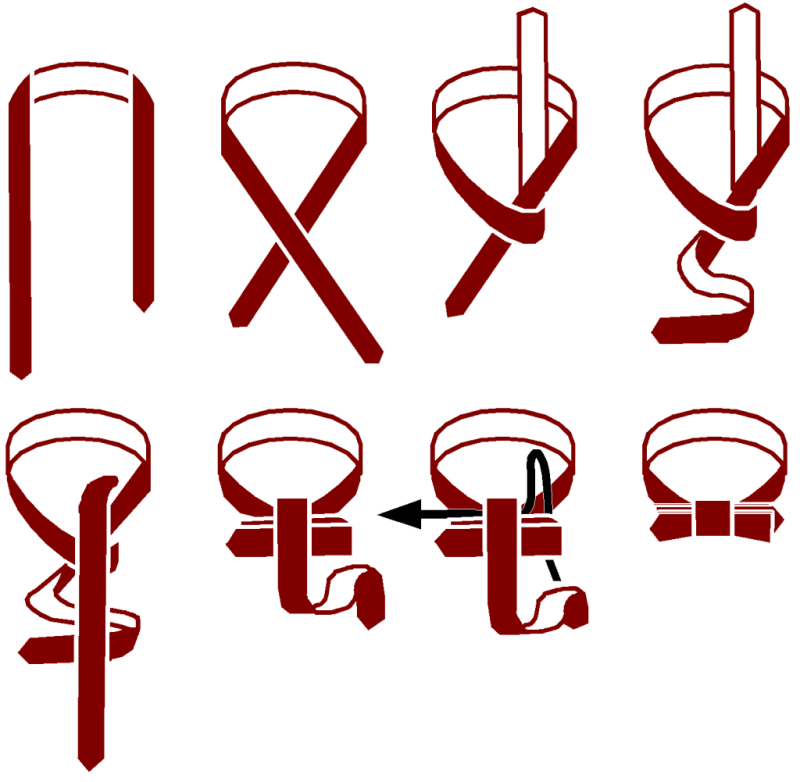
Послідовність зав'язування метелика

Існують два типи метелика: класичний і попередньо зав'язаний.
- Класичний метелик або «метелик-самов'яз»[2] (англ. the self-tie bow tie) потребує зав'язування всякий раз з надяганням костюма.
- Попередньо зав'язаний метелик (англ. the pre-tied bow tie) вже має готовий фабричний вузол, прошитий нитками. Закріпляється на комірі за допомогою ґудзика, тасьми із застібками або гумки — аналогічно звичайній краватці типу «регат».

## Історія[1]
Історія метелика починається з XVII ст. — саме тоді краватка була принесена до Франції хорватськими найманцями. Як саме з'явилися краватки у формі метелика, певно не відоме. Деякі історики припускають, що метелик може вести походження від примхливого краваткового вузла, придуманого відомим денді Джорджем Браммелом у першій половині XIX ст. Первісно «метеликом» називали особливий вузол на звичайних шийних хустках, сучасного вигляду краватка-метелик набула в 1904 році.

## Сучасність
Метелик є обов'язковим елементом чоловічого вечірнього костюма. До фрака належить надягати білий метелик, сам вираз «біла краватка» (англ. white tie) означає, що гості повинні бути у фраках. Чорний метелик з фраком носить тільки обслужний персонал (метрдотелі, офіціанти).
Разом зі смокінгом прийнято носити чорний метелик: у запрошенні така форма одягу позначається як «чорна краватка» (англ. black tie).

## Різновиди

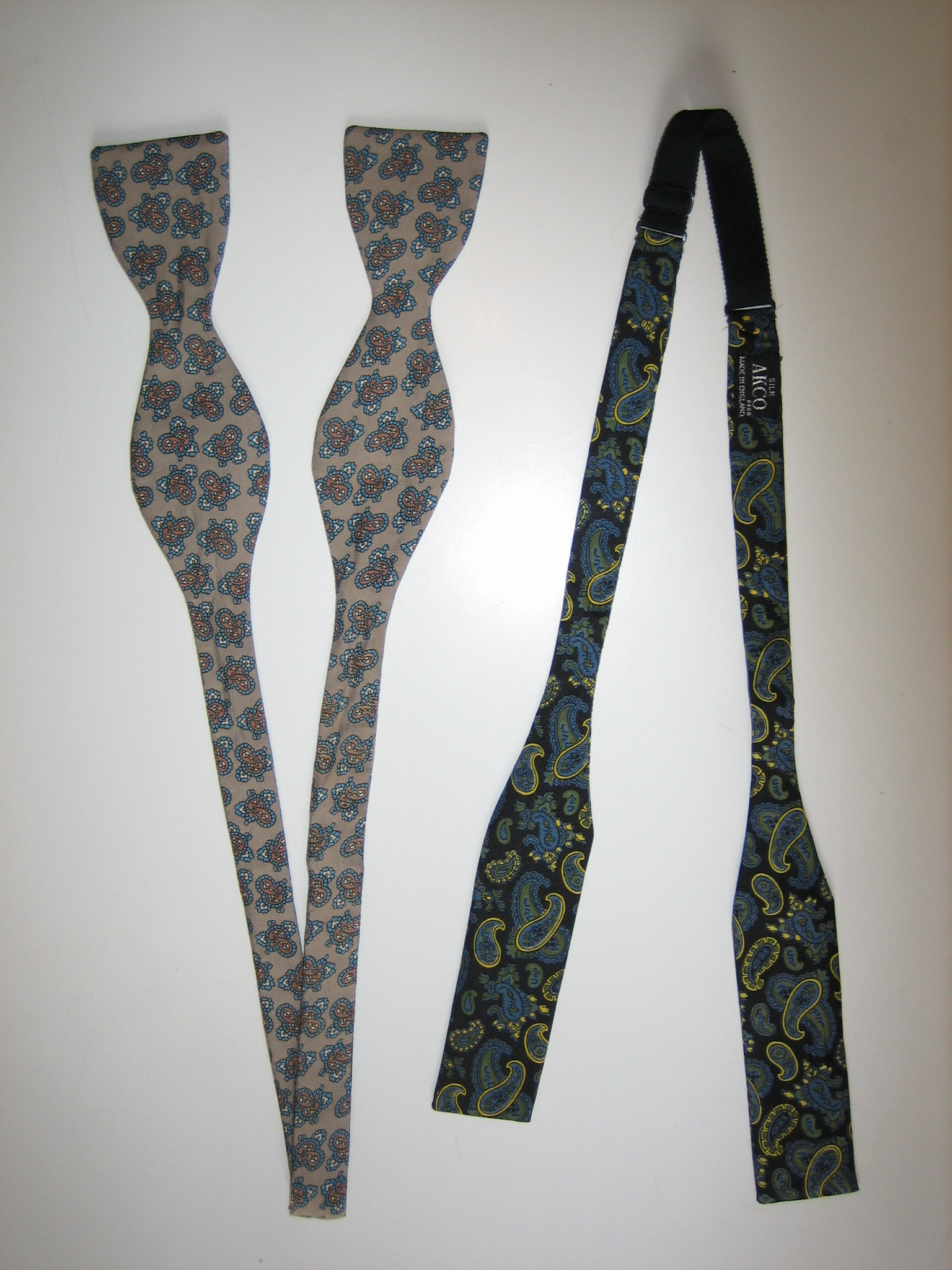
Метелик «батерфляй» (ліворуч) і «бетвінг» (праворуч)

- Батерфляй (англ. butterfly — «метелик», або thistle) — класичний вид краватки, який нагадує формою крила метелика.
- Бе́твінг (англ. batwing — «крило-бита» чи «крило кажана») — інший класичний вид. На відміну від краватки «батерфляй», цей тип метелика не має звужень на широких кінцях і нагадує формою биту для гри в крикет. Через відсутність «талії» складки у вузлі виходять довгі, від 4 до 5 мм завширшки.
- «Дайемонд-Пойнт» (англ. Diamond Point — «кінець-діамант») — має загострені кінці.

## У культурі
- Профіль кроля в метелику зображений на логотипі журналу Playboy.
- Прототипом для логотипа Chevrolet теж могла послугувати краватка-метелик[5][6].
- Барвистий метелик носить Гуфі у серіалі «Гуфі та його команда», однотонний — Дональд Дак.
- Бузковий метелик носить кіт Леопольд. Характерною деталлю є те, що він завжди поправляє краватку, перш ніж сказати фінальну фразу: «Хлоп'ята, живімо дружно!».
- Краватка-метелик — невід'ємний елемент екранного образу Джеймса Бонда.
- Костюм з метеликом надягає й Одинадцятий Доктор — одинадцяте втілення «Доктора Хто»